# Yrma Lydya
Yrma Lydya Gamboa Jiménez (Ciudad de México, 17 de septiembre de 1999-Suntory Del Valle, Ciudad de México, 23 de junio de 2022) fue una cantante mexicana. Se especializó en los géneros de música regional mexicana y bolero. Gamboa fue galardonada por la Cámara de Diputados de México y el Senado de México, con la presea Benito Juárez, la venera Gilberto Bosques, y el grado de doctor honoris causa.

## Biografía y carrera

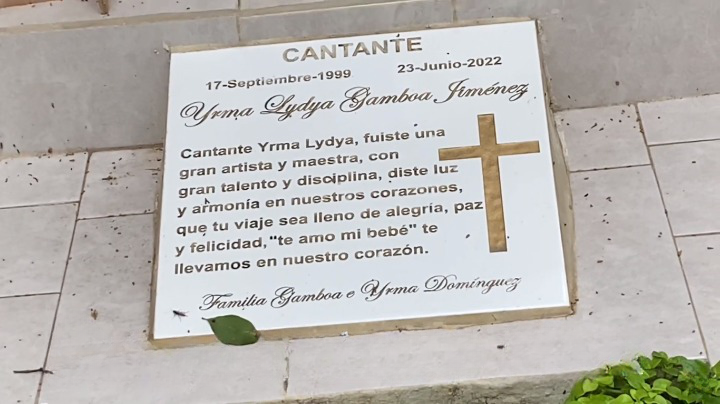
Placa mortuoria sobre su lápida.

Desde que era niña se relacionó con las artes escénicas, comenzando a cantar ópera cuando tenía seis años de edad, y estudiando iniciación musical y practicando ballet clásico cuando tenía doce. Al probar estas dos actividades, eligió el canto como su vocación principal. De acuerdo a Lydya, su carrera profesional comenzó a los nueve años de edad cuando cantó junto a la Sinfónica de Bellas Artes en el Teatro de la Ciudad Esperanza Iris. Ahí fue presenciada por todos los embajadores en ese momento del mundo en México, y varias personalidades políticas. Luego de esto, realizó un programa en Canal 11 y después llegó a Televisa, donde participó en diversas telenovelas y programas de televisión. Esto último sin embargo no es verificable dado que la televisora nunca comentó algo sobre su trabajo con ellos, ni siquiera cuando falleció. Dicho por ella, entre sus influencias musicales se encontraban, Agustín Lara, Javier Solís, José Alfredo Jiménez, Jorge Negrete, María Grever, y Lola Beltrán. Además de la música, también realizó algunos trabajos de modelaje. En su corta carrera como intérprete logró lanzar tres álbumes; Regalo de Dios en 2015, Hablando claro en 2017, y Eternamente en 2019. Otras presentaciones que realizó, las hizo en algunos programas de televisión y eventos independientes.
En 2019 recibió el Galardón de Oro al Mérito Cultural José Vasconcelos, reconocimiento que se otorga a los ciudadanos reconocidos por alcanzar niveles de excelencia en su trayectoria dentro de la política, las artes, cultura y otras áreas.
Antes de fallecer, se encontraba siendo parte de una gira musical llamada GranDiosas, donde era compañera de otras cantantes como; Rocío Banquells, María del Sol, María Conchita Alonso, y  Alicia Villarreal. Además de esto, tenía planeado realizar otro disco, a lo que comentó en una entrevista: «será igual con música mexicana de tríos y banda. Me fascina cantar con mariachi, música vernácula, porque tiene en sus letras el sentir del mexicano, el sentir del enamorado, del decepcionado, es algo que me llena completamente porque cuando me visto de charro me visto de México, represento a mi país».

## Asesinato
En mayo de 2021 contrajo matrimonio con el licenciado Jesús Hernández Alcocer, divorciándose de este cuatro meses después para volver a casarse con él en noviembre del mismo año. En diciembre, Lydya asistió al Ministerio Público para levantar una denuncia por violencia doméstica en contra de su esposo, en la que declaró que la había agredido, golpeado con un arma e intentado ahogarla. No obstante, las autoridades cerraron la investigación cuando la cantante otorgó el perdón a su agresor, aun cuando en los casos en que se usa un arma de fuego el delito se persigue de oficio, por lo que se debió continuar con la indagatoria. En su declaración, Lydia mencionó que no era la primera vez que su esposo la agredía, ya que en ocasiones anteriores había sido víctima de violencia física, verbal y sexual. También expresó que temía por su vida debido a que su esposo, a quien describió como violento y vengativo, era una persona muy influyente. Todo lo anterior quedó registrado en la carpeta de investigación que las autoridades desecharon.
El 23 de junio de 2022, seis meses después de levantar la denuncia, Lydya fue asesinada a disparos en un restaurante de comida japonesa llamado «Suntory Del Valle», localizado en la colonia Del Valle, alcaldía Benito Juárez, Ciudad de México. En la escena del crimen, su marido, y el chofer del mismo, fueron detenidos como sospechosos de su asesinato. Una autopsia realizada el mismo día concluyó que la artista había recibido tres disparos: uno en el abdomen y dos en el tórax. El 27 de junio, su cuerpo fue enterrado en el Panteón Civil de Dolores, ubicado en la misma ciudad. El día 30 del mismo mes, Hernández Alcocer fue vinculado a proceso con el cargo de feminicidio, además de dictársele la medida cautelar de prisión preventiva.

### Investigación y eventos posteriores
El 4 de octubre de 2022, se informó que Hernández Alcocer había fallecido en Ciudad de México. Con la muerte de este señor, el chofer Benjamín Hernández Mendoza, y Omar, otro hombre que logró fugarse, quedaron como los imputados principales del crimen. Este último mencionado era trabajador de Alcocer y se dice que fue él quien introdujo y sacó el arma con la que la mujer fue asesinada. Varios meses después y luego de casi un año de que se cometiera su homicidio, no se volvieron a dar a conocer públicamente los estatus del hombre aprehendido, ni del que se encontraba prófugo.

## Discografía

### Álbumes
| Año  | Título         | Discográfica                         |
| 2015 | Regalo de Dios | Alternativa Representa, S.A. de C.V. |
| 2017 | Hablando Claro | Alternativa Representa, S.A. de C.V. |
| 2019 | Eternamente    | J&N Records                          |

## Reconocimientos
- 2014. La voz de oro. Nueva intérprete juvenil de la música mexicana.
- 2018. Galardón de Oro al Mérito Cultural José Vasconcelos.[13]
- 2019. Presea Benito Juárez. Cámara de Diputados de México.
- 2019. Reconocimiento Gilberto Bosques y doctorado honoris causa por sus aportaciones culturales y méritos propios.[32]